# Serra de Juncar
La Serra de Juncar és una serra situada al municipi de Lladurs (Solsonès). De direcció predominat NW-SE, s'inicia al sud de la masia de Costafreda i acaba al marge dret del Cardener a l'alçada de la masia de Foix. El seu vessant nord-est desguassa a la Rasa de Santandreu, el vessant sud-oest a la Rasa de Vilanova.